# CLIP BOX
CLIP BOX （クリップ・ボックス）は、日本のロックバンド、DOESのミュージック・ビデオ。2010年6月23日、キューンレコードより発売。

## 解説
- デビューから最新シングル「バクチ・ダンサー」と本作のために取り下ろした同曲のカップリング「僕たちの季節」までのプロモーション・ビデオを収録した初のDVD作品。副音声にはメンバーによる撮影時のエピソードや秘話を収録。特典映像は2009年6月19日の「リキッドルーム」で行われた模様を付属。

## 収録曲
1. ステンレス
  - Director：増山準哉
2. 明日は来るのか
  - Director：増山準哉
3. 赤いサンデー
  - Director：島田大介
4. 三月
  - Director：豊田利晃
5. 修羅
  - Director：番場秀一
6. サブタレニアン・ベイビー・ブルース
  - Director：番場秀一
7. 曇天
  - Director：番場秀一
8. 陽はまた昇る
  - Director：島田大介
9. 世界の果て
  - Director：番場秀一
10. トーチ・ライター
  - Director：前嶋輝
11. 夜明け前
  - Director：UGICHIN
12. チョコレート
  - Director：篠田利隆
13. バクチ・ダンサー
  - Director：番場秀一
14. 僕たちの季節
  - Director：UGICHIN

全作詞・作曲：氏原ワタル　編曲：DOES